# چرخش به دور محور ثابت

نمونه‌ای از چرخش در چیدمان چرخ‌دنده کرمی (به انگلیسی:Worm drive) که در آن هر دو قسمت چینش، شامل چرخدنده کرمی و دنده مارپیچی به دور محوری جدا و مختص خویش می‌چرخند..

چرخش به دور محور ثابت (به انگلیسی: Rotation around a fixed axis) گونه‌ای ویژه از حرکت چرخش (فیزیک) است. فرضیه محور ثابت امکان تغییر جهت محور را غیرممکن می‌سازد، بنابراین این نظریه قابلیت توضیح مواردی چون رقص محوری (به انگلیسی: Nutation) و حرکت تقدیمی را ندارد.
بر اساس قضیه چرخش اویلر (به انگلیسی: Euler's rotation theorem) چرخش موازی با تعدادی از محورهای ثابت به‌طور هم‌زمان غیرممکن است. اگر دو چرخش به صورت هم‌زمان انجام شوند سبب به وجود آمدن محور جدیدی می‌شوند.